# 高柳明音（SKE48）的「請給我一雙翅膀」
《高柳明音（SKE48）的「請給我一雙翅膀」》（日语：高柳明音（SKE48）の「翼をください」）是一個由日本衛星電視台BS富士於2013年11月20日開播、每個月的最後一個星期三播放的談話型綜藝節目。此節目是女子偶像團體SKE48的成員、高柳明音的第一個個人冠名電視節目，而與高柳共同擔任主持人的則為搞笑二人組TKO成員之一的木下隆行。

## 簡介
除了例外的特集節目外，每一集的《請給我一雙翅膀》都會邀請一到多位在各種不同的領域努力圓夢並獲得成功表現，在節目中被稱為「振翼」（羽ばたき）的特別來賓上節目，以對談的方式介紹這些來賓們的挑戰歷程或實現夢想之前的甘苦談。有時主持人高柳也會在來賓的協助下，實際體驗這些挑戰活動。節目名稱「給我一雙翅膀」典故出自冠名主持人的個人嗜好——高柳明音在AKB48集團的成員與歌迷中向來以極端喜歡鳥類的形象聞名，因此節目也以要聲援這些振翼追夢的人們、將追夢的羽翼傳遞出去作為節目宗旨。
為了實現高柳明音「想要在鳥兒們圍繞的環境中工作」的願望，主要採室內對談的方式進行的節目主單元，並不是在一般的電視台攝影棚內錄影，而是在可以實際接觸貓頭鷹與鸚鵡等鳥類、位在東京木場的寵物咖啡店「有鳥兒的咖啡店」（鳥のいるカフェ）中進行。
除了兩位主持人外，配合節目的主題經常會邀請SKE48的其他成員或一些搞笑藝人參與節目演出。

## 節目內容
| 各集內容 | 各集內容        | 各集內容                                               | 各集內容                                                                                 |
| 集       | 播放 日期       | 協助演出                                               | 振翼來賓/企畫                                                                            |
| -------- | --------------- | ------------------------------------------------------ | ---------------------------------------------------------------------------------------- |
| 1        | 2013年 11月20日 | - 木本花音（SKE48） - 柴田阿彌（SKE48）                | - 大野愛地（金氏世界紀錄1分鐘內頭轉次數紀錄保持人） - 山本千尋（世界少年武術錦標賽冠軍） |
| 2        | 12月25日        | - 木本花音 - 柴田阿彌 - Orakio（彈丸Jackie）           | - 德田耕太郎（世界花式足球冠軍） - 明渡隆祐（攝影場地的咖啡店老闆）                      |
| 3        | 2014年 1月3日   | - 古川愛李（SKE48） - 中西優香（SKE48） - 安田大馬戲團 | 新春特集「SKE48成員新年快樂現場報告」 （）                                               |
| 4        | 2月26日         |                                                        | - Darthreider（，即席饒舌歌手）                                                          |
| 5        | 3月30日         | - 矢方美紀（SKE48） - 石田安奈（SKE48）                | 佐賀特集                                                                                 |

## 主題曲
如同大部分SKE48冠名節目的慣例，此節目都是以播出當時主打的SKE48新單曲作為過場與片尾主題曲：
- 《贊成卡哇伊！》（賛成カワイイ!）：第1至第4集
- 《未來是什麼？》（未来とは?）：第5集起

## 外部連結
- 節目官方網站 （页面存档备份，存于）（BS富士）（日語）